# Три века Санкт-Петербурга
«Три века Санкт-Петербурга» — наиболее полная и современная универсальная энциклопедия Санкт-Петербурга.
Работа над энциклопедией велась Энциклопедическим отделом Филологического факультета Санкт-Петербургского государственного университета с 2000 года.
Энциклопедия была подготовлена к изданию и издана под руководством С. И. Богданова. Главный редактор, заместитель руководителя проекта и ответственный за подготовку книги к изданию — В. В. Яковлев.

## История
В 2001 году вышел первый том в двух книгах энциклопедии «Три века Санкт-Петербурга» — «Осьмнадцатое столетие».
Во второй книге в приложении даны справочные, статистические, документальные, архивные материалы, и общий список авторов (более 600).
С 2003 по 2011 вышел второй том в восьми книгах энциклопедии «Три века Санкт-Петербурга» — «Девятнадцатый век». В восьмой книге в приложении даны справочные, статистические, документальные, архивные и иллюстративные материалы, дополняющие статьи, редких документов, в том числе ранее никогда не публиковавшихся, указатель статей (более 6000) и указатель более трёхсот карт, планов, чертежей и схем и их фрагментов, помещённых во втором томе энциклопедии, а также общий список авторов (более 800).
Содействие в создании энциклопедии оказали Библиотека РАН, Военно-медицинской музей МО РФ, Геральдический совет при Президенте РФ, ГМЗ «Павловск», ГМЗ «Петергоф», ГМЗ «Царское Село», Государственный музей истории Санкт-Петербурга, Государственный Русский музей, Государственный Эрмитаж, Институт истории искусств РАН, Институт русской литературы РАН (Пушкинский Дом), Комитет по государственному контролю, использованию и охране памятников истории и культуры Администрации Санкт-Петербурга, Российская национальная библиотека, Российский государственный архив ВМФ, Санкт-Петербургская государственная театральная библиотека, Санкт-Петербургский институт российской истории РАН, Центральный государственный исторический архиву Санкт-Петербурга.

## Тома энциклопедии

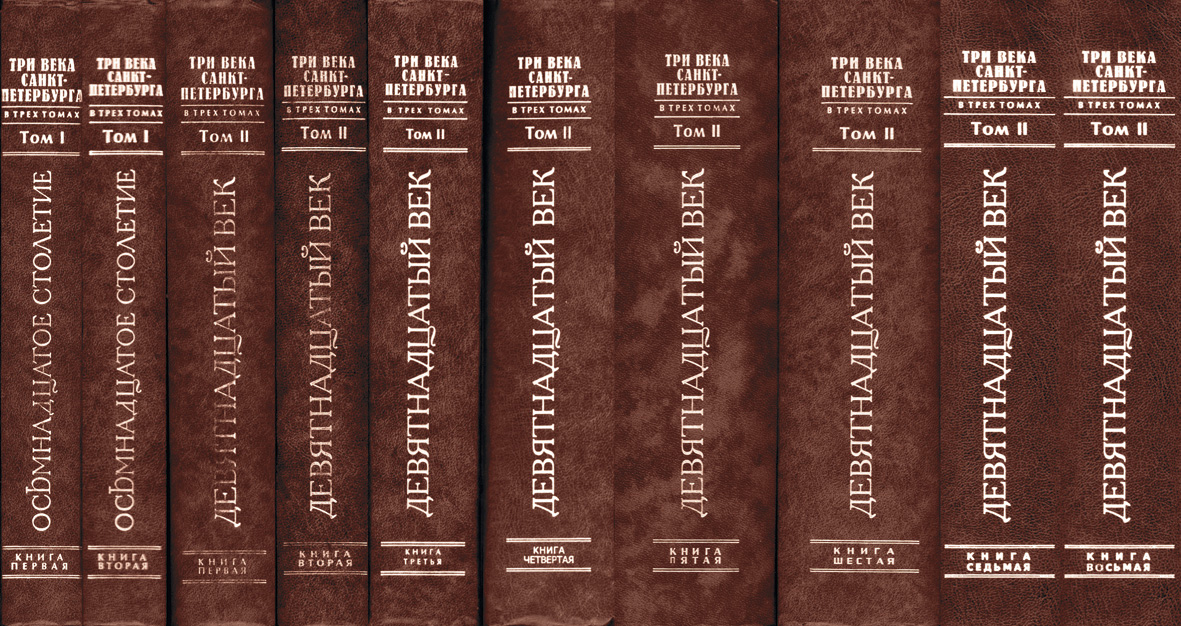

- Три века Санкт-Петербурга. Энциклопедия в 3 т. Т. 1: Осьмнадцатое столетие. Кн. 1. А-М. СПб., 2001 (1-е изд.); СПб., 2003 (2-е изд., испр. и доп.) — 640 стр.
- Три века Санкт-Петербурга. Энциклопедия в 3 т. Т. 1: Осьмнадцатое столетие. Кн. 2. Н-Я. СПб., 2001 (1-е изд.); СПб., 2003 (2-е изд., испр. и доп.) — 672 стр.
- Три века Санкт-Петербурга. Энциклопедия в 3 т. Т. 2: Девятнадцатый век. Кн. 1. А-В. СПб., 2003 (1-е изд.); СПб., 2005 — 680 стр.
- Три века Санкт-Петербурга. Энциклопедия в 3 т. Т. 2: Девятнадцатый век. Кн. 2. Г-И. СПб., 2003 — 600 стр.
- Три века Санкт-Петербурга. Энциклопедия в 3 т. Т. 2: Девятнадцатый век. Кн. 3. К-Л. СПб., 2004 — 680 стр.
- Три века Санкт-Петербурга. Энциклопедия в 3 т. Т. 2: Девятнадцатый век. Кн. 4. М-О. СПб., 2005 — 838 стр.
- Три века Санкт-Петербурга. Энциклопедия в 3 т. Т. 2: Девятнадцатый век. Кн. 5. П-Р. СПб., 2006 — 1088 стр.
- Три века Санкт-Петербурга. Энциклопедия в 3 т. Т. 2: Девятнадцатый век. Кн. 6. С-Т. СПб., 2008 — 1072 стр.
- Три века Санкт-Петербурга. Энциклопедия в 3 т. Т. 2: Девятнадцатый век. Кн. 7. У-Ч. СПб., 2009 — 936 стр.
- Три века Санкт-Петербурга. Энциклопедия в 3 т. Т. 2: Девятнадцатый век. Кн. 8. Ш-Я. Приложение. Указатели. СПб., 2011 — 1152 стр. — ISBN 978-5-905011-02-3
- Три века Санкт-Петербурга. Энциклопедия в 3 т. Т. 3: Век двадцатый / [Гл. ред. В. В. Яковлев]. — 2014[2]
- Три века Санкт-Петербурга. Энциклопедия в 3 т. Т. 3: Век двадцатый. Кн. 1: А — Д: (пилот. вып.). — 2014. — 629 с.: ил., портр[2].
- Три века Санкт-Петербурга. Энциклопедия в 3 т. Т. 3: Век двадцатый. Кн. 2: Е — Л: (пилот. вып.). — 2015. — 658 с.: ил., портр[2].
- Три века Санкт-Петербурга. Энциклопедия в 3 т. Т. 3: Век двадцатый. Кн. 3: М — С: (пилот. вып.). — 2016. — 583 с.: ил., пл., портр[2].
- Три века Санкт-Петербурга. Энциклопедия в 3 т. Т. 3: Век двадцатый. Кн. 4: Т — Ш. Дополнения (А — П). — СПб., 2016. — 503 с.: ил., портр[2].

## Оценка
«Энциклопедия „Три века Санкт-Петербурга“ крупнейший региональный энциклопедический проект современной России. Общий объём этого монументального издания, насчитывающего в настоящее время 10 томов, превышает 8300 страниц большого („энциклопедического“) формата.
Отличительной особенностью данной энциклопедии является относительно большой по сравнению с другими подобными изданиями объём помещаемых статей, что даёт возможность авторам не просто компилировать уже введённые в научный оборот данные, а готовить своего рода микроисследования, содержащие значительное количество оригинальной информации, не известной до этого широкой читательской аудитории.
Важное достоинство энциклопедии „Три века Санкт-Петербурга“ составляют пристатейные библиографические списки. В отличие от большинства региональных и универсальных энциклопедий, в которых библиография ограничивается обычно 2—3 названиями, в петербургском издании в большинстве статей представлены подробные списки литературы и даже архивных источников.»

А. И. Раздорский, заведующий группой исторической библиографии Российской национальной библиотеки, кандидат исторических наук.

«Десять полновесных томов энциклопедии „Три века Санкт-Петербурга“, вышедших в свет в 2001—2011 годах, наряду с множеством монографий, сборников научных статей и материалов, путеводителей и других изданий подготовлены и опубликованы в течение одного десятилетия. Феноменальный результат!»

А. Д. Марголис (недоступная ссылка), председатель совета научно-информационного центра «Мемориал», сопредседатель ВООПИиК, генеральный директор Международного благотворительного фонда спасения Петербурга — Ленинграда, главный редактор энциклопедии «Санкт-Петербург».